# Martynian Osio
Martynian Osio, św. Martynian (zm. 29 grudnia 435 lub 431) – święty Kościoła katolickiego, w latach 423-435 arcybiskup Mediolanu.
Należał do arystokratycznej rodziny rzymskiej Hosii (tłum. Osii), co pozwoliło mu na studia i pogłębienia wiary chrześcijańskiej.
Jego wspomnienie obchodzono w Kościele katolickim 29 grudnia, które przeniesiono na 2 stycznia. Jego ciało spoczywa w katedrze w Mediolanie.